# Paul Reed
Paul Reed, né le 14 juin 1999 à Orlando en Floride, est un joueur américain de basket-ball évoluant au poste de pivot.

## Biographie
Lors de la draft 2020, il est sélectionné en 58e position par les 76ers de Philadelphie.
Le 28 novembre 2020, il signe un contrat two-way avec les 76ers de Philadelphie. Son contrat est transformé en un contrat uniquement pour la NBA jusqu'à la fin de la saison le 26 mars 2021. Il est ensuite envoyé aux Blue Coats du Delaware en NBA Gatorade League où il termine rookie de l'année et MVP de la saison régulière après avoir marqué une moyenne de 22,3 points par match.
En juillet 2023, il prolonge de trois saisons aux 76ers.
Paul Reed est coupé par les 76ers en juillet 2024 et rejoint les Pistons de Détroit le même mois. Il est licencié en décembre 2024.

## Palmarès

### Universitaire
- Big East Most Improved Player (2019)
- Second-team All-Big East (2020)

### NBA G-League
- Rookie Of The Year (2021)
- Most Valuable Player (2021)

## Statistiques

### Universitaires
| Saison    | Équipe | Matchs | Titul. | Min./m | % Tir | % 3pts | % LF | Rbds/m. | Pass/m. | Int/m. | Ctr/m. | Pts/m. |
| --------- | ------ | ------ | ------ | ------ | ----- | ------ | ---- | ------- | ------- | ------ | ------ | ------ |
| 2017-2018 | DePaul | 28     | 1      | 9,9    | 51,8  | 21,4   | 57,9 | 3,10    | 0,40    | 0,50   | 0,50   | 3,60   |
| 2018-2019 | DePaul | 36     | 28     | 26,9   | 56,2  | 40,5   | 77,0 | 8,50    | 0,90    | 1,10   | 1,50   | 12,30  |
| 2019-2020 | DePaul | 29     | 29     | 31,7   | 51,6  | 30,8   | 73,8 | 10,70   | 1,60    | 1,90   | 2,60   | 15,10  |
| Total     | Total  | 93     | 58     | 23,2   | 53,5  | 33,0   | 73,9 | 7,50    | 1,00    | 1,20   | 1,50   | 10,60  |

### Professionnelles

#### Saison régulière
| Saison    | Équipe       | Matchs | Titul. | Min./m | % Tir | % 3pts | % LF | Rbds/m. | Pass/m. | Int/m. | Ctr/m. | Pts/m. |
| --------- | ------------ | ------ | ------ | ------ | ----- | ------ | ---- | ------- | ------- | ------ | ------ | ------ |
| 2020-2021 | Philadelphie | 26     | 0      | 6,8    | 53,8  | 0,0    | 50,0 | 2,30    | 0,50    | 0,40   | 0,50   | 3,40   |
| 2021-2022 | Philadelphie | 38     | 2      | 8,0    | 56,3  | 25,0   | 42,9 | 2,40    | 0,40    | 0,90   | 0,40   | 3,10   |
| 2022-2023 | Philadelphie | 69     | 2      | 10,9   | 59,3  | 16,7   | 74,5 | 3,80    | 0,40    | 0,70   | 0,70   | 4,20   |
| 2023-2024 | Philadelphie | 82     | 24     | 19,4   | 54,0  | 36,8   | 71,8 | 6,00    | 1,30    | 0,80   | 1,00   | 7,30   |
| Total     | Total        | 215    | 28     | 13,1   | 55,5  | 31,2   | 69,0 | 4,20    | 0,80    | 0,70   | 0,80   | 5,10   |

#### Playoffs
| Saison | Équipe       | Matchs | Titul. | Min./m | % Tir | % 3pts | % LF  | Rbds/m. | Pass/m. | Int/m. | Ctr/m. | Pts/m. |
| ------ | ------------ | ------ | ------ | ------ | ----- | ------ | ----- | ------- | ------- | ------ | ------ | ------ |
| 2021   | Philadelphie | 3      | 0      | 3,5    | 50,0  | –      | –     | 2,70    | 0,00    | 0,00   | 0,30   | 1,30   |
| 2022   | Philadelphie | 12     | 0      | 11,6   | 52,8  | 66,7   | 57,1  | 3,80    | 0,80    | 0,80   | 0,50   | 3,70   |
| 2023   | Philadelphie | 11     | 2      | 14,3   | 57,9  | –      | 100,0 | 5,50    | 0,60    | 0,50   | 0,40   | 4,60   |
| 2024   | Philadelphie | 6      | 0      | 7,2    | 44,4  | –      | 50,0  | 2,70    | 0,30    | 0,20   | 0,50   | 1,50   |
| Total  | Total        | 32     | 2      | 10,9   | 54,0  | 66,7   | 75,0  | 4,10    | 0,60    | 0,50   | 0,40   | 3,40   |